# Gilbert Rougier
Pour les articles homonymes, voir Rougier.
Gilbert Rougier né à La Mulatière (Rhône-Alpes) le 12 septembre 1886 et mort à Floirac (Gironde)  le 3 mars 1947 est un ingénieur chimiste et astronome français.

## Biographie
Gilbert Rougier est né le 12 septembre 1886 à La Mulatière (Rhône-Alpes). Il obtint une licence es-Sciences en 1908. Avant de se consacrer à l'astronomie, il avait été ingénieur-chimiste, mais vers sa vingt-troisième année, la lecture de l'Astronomie populaire de Flammarion lui révéla sa véritable vocation. Il travaille auprès de Camille Flammarion qui le forme aux observations astronomiques et le tenait en haute estime,. En 1912, il renonça définitivement à sa carrière de chimiste et entra au laboratoire de la Baume-Pluvinel avec qui il observa l'éclipse de Soleil du 17 avril 1912 à Saint-Germain-en-Laye.
La mobilisation de 1914 le surprit en Crimée où il préparait l'observation de l'éclipse du 21 août. Après la guerre, il fit un court stage à l'observatoire de Paris, commencé le 21 novembre 1919, puis, le 13 décembre, il fut délégué dans les fonctions d'aide astronome à l'observatoire de Strasbourg dont Ernest Esclangon constituait alors le nouveau personnel. 
Il fut nommé aide-astronome le 15 mai 1920. En 1923, il reçoit le Prix des Dames de la Société astronomique de France puis en 1926 le prix Galitzine de la Société d'Encouragement pour l'Industrie nationale pour la réalisation de cellules photo-électriques au potassium, remplaçant celles au sélénium pour la photométrie, la télétransmission de dessins ou de photographies par le procédé de Belin ou autres procédés analogues et les recherches relatives à la télévision. Dès son arrivée à l'Observatoire de Strasbourg, il entreprit en effet des recherches sur les cellules photoélectriques et leurs applications astronomiques ; il les employa notamment à des mesures de photométrie stellaire, à Strasbourg et même au Pic du Midi. Il devait, plus tard, les appliquer à l'étude de la couronne solaire, pendant l'éclipse totale du 9 mai 1929 qu'il observa à Poulo Condor en Indochine au cours d'une mission dirigée par André Danjon. Il travailla également avec Danjon sur le rayon vert en installant un spectrographe sur la plateforme de la cathédrale de Strasbourg pour étudier le phénomène
Mais son travail principal fut celui qu'il entreprit sur la photométrie photoélectrique de la Lune. En 1930, il reçoit le prix Benjamin Valz de l'Académie des Sciences. Le 26 juin 1933, il soutenait à la faculté des sciences de Strasbourg une thèse de doctorat intitulée : Contribution à la photométrie globale de la Lune, et était nommé astronome-adjoint dès le 1er janvier.
Lorsque Luc Picart prit sa retraite, Rougier fut désigné à l'unanimité comme candidat favori par les membres de l'Académie des Sciences puis nommé le 1er décembre 1937 directeur de l'observatoire de Bordeaux où il devait passer les neuf dernières années de sa vie. Grâce à ses efforts, l'observatoire était à sa mort un centre actif de recherches. Il dirige également à cette époque l'Observatoire du Pic du Midi. 
Son nom est avancé en 1929 pour la direction de l'observatoire de Quito.
Il reçoit à titre posthume le prix Henry Wilde (en) 1947 décerné par l'Académie des Sciences pour l'ensemble de ses travaux d'astronomie physique.
Gilbert Rougier est mort à Floirac en Gironde, le 10 mars 1947, après trois jours de maladie.
Il était le frère de l'organiste Adrien Rougier.

### Sources
- ROUGIER Gilbert par Heck, Andre - Nouveau Dictionnaire de la Biographie alsacienne, no 47 (2006) 4900-4901
- Archives de l'Observatoire de Bordeaux